# Park Narodowy Baie de Baly
Park Narodowy Baie de Baly – park narodowy położony w zachodniej części Madagaskaru, w regionie Boeny. Zajmuje powierzchnię 57 142 ha.
Park łączy 2 różne ekosystemy – lądowy i morski.

## Położenie
Park położony jest nad Oceanem Indyjskim, nad zatoką Helondrano Baly. Znajduje się 150 km od Mahajanga, w pobliżu miejscowości Soalala i Ambohipaky. Przez park przepływają rzeki Kapiloza, na południu, oraz Andranomavo, która uchodzi do Kanału Mozambickiego w zatoce Helondrano Baly.

## Flora
W parku zinwentaryzowano 129 gatunków roślin w obrębie 109 rodzajów należących do 66 rodzin. Wśród tej roślinności można znaleźć 24 gatunków bobowatych, 9 Apocynaceaes, 9 Euphorbiaceaes, 8 Rubiaceace, czy 7 nanerczowatych. Najczęściej występującymi drzewami są Gyrocarpus americanus oraz Erythrephleum coumanga.

## Fauna
W parku można znaleźć 13 gatunków ssaków, z których 8 to naczelne, a 4 to gryzonie. Ponadto występuje tu 37 gatunków gadów, 8 gatunków płazów i 122 gatunków ptaków. Park jest schronieniem dla 3 lemurów prowadzących dzienny tryb życia oraz dla 5 lemurów żerujących nocą. Z lemurów żyjących w parku można wyróżnić gatunki Propithecus deckenii, czy Eulemur fulvus. W parku żyje także żółw madagaskarski, który jest symbolem parku.
Bielik madagaskarski jest endemitem dla tego regionu. Występuje często na obrzeżach jeziora Sariaka od maja do października. Ten gatunek jest sklasyfikowany jako krytycznie zagrożony ptak drapieżny w Afryce. Jest to największy ptak drapieżny Madagaskaru.
Czapla malgaska jest gatunkiem zagrożonym, który powszechnie występuje na terenie parku. 

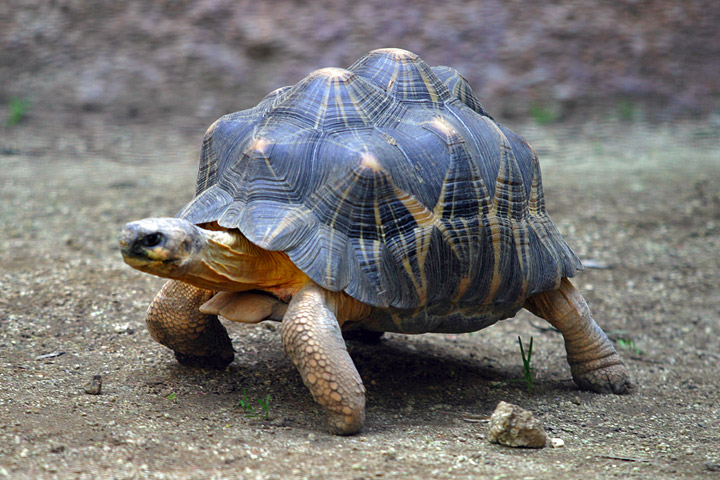
Żółw madagaskarski
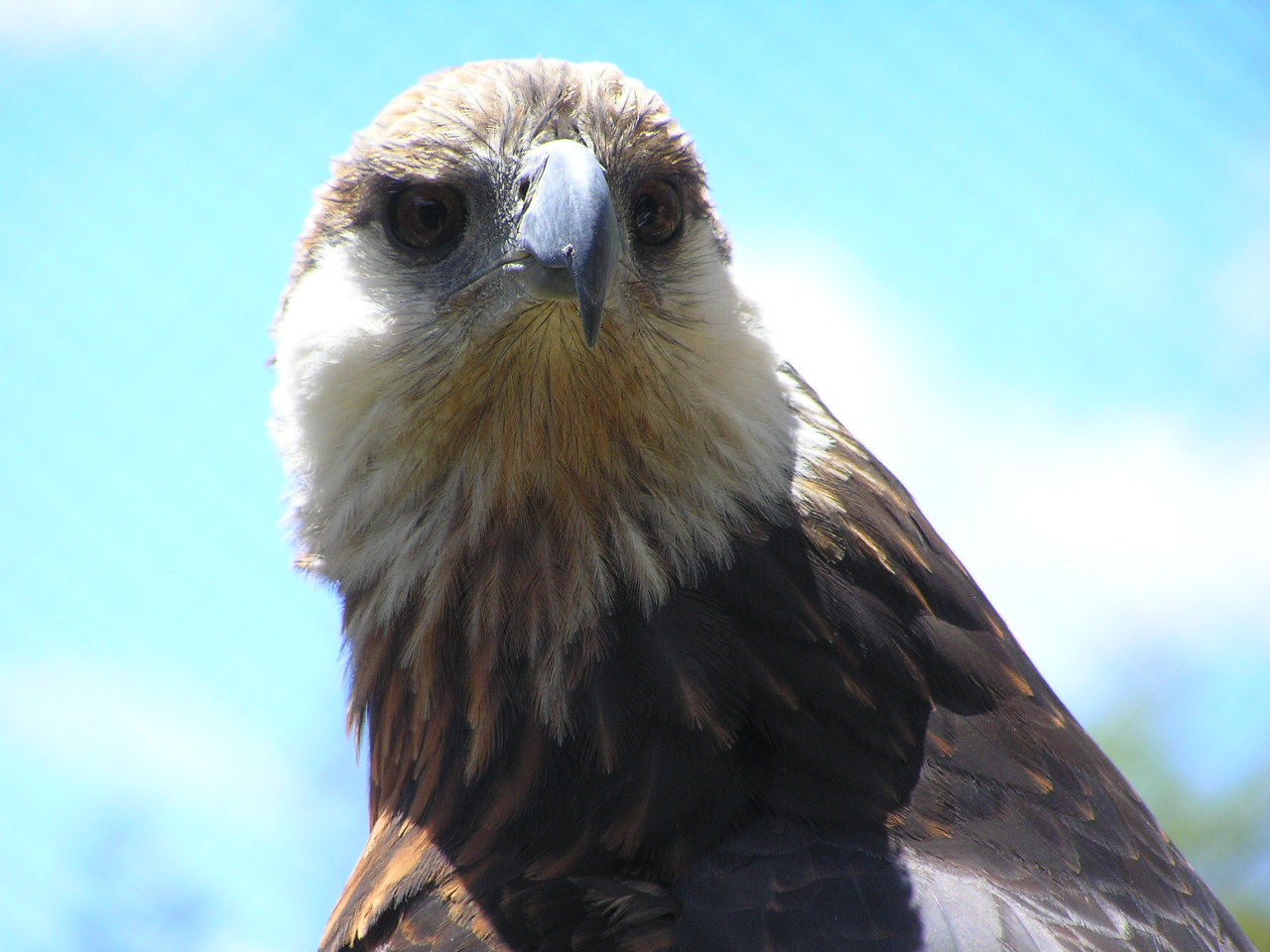
Bielik madagaskarski
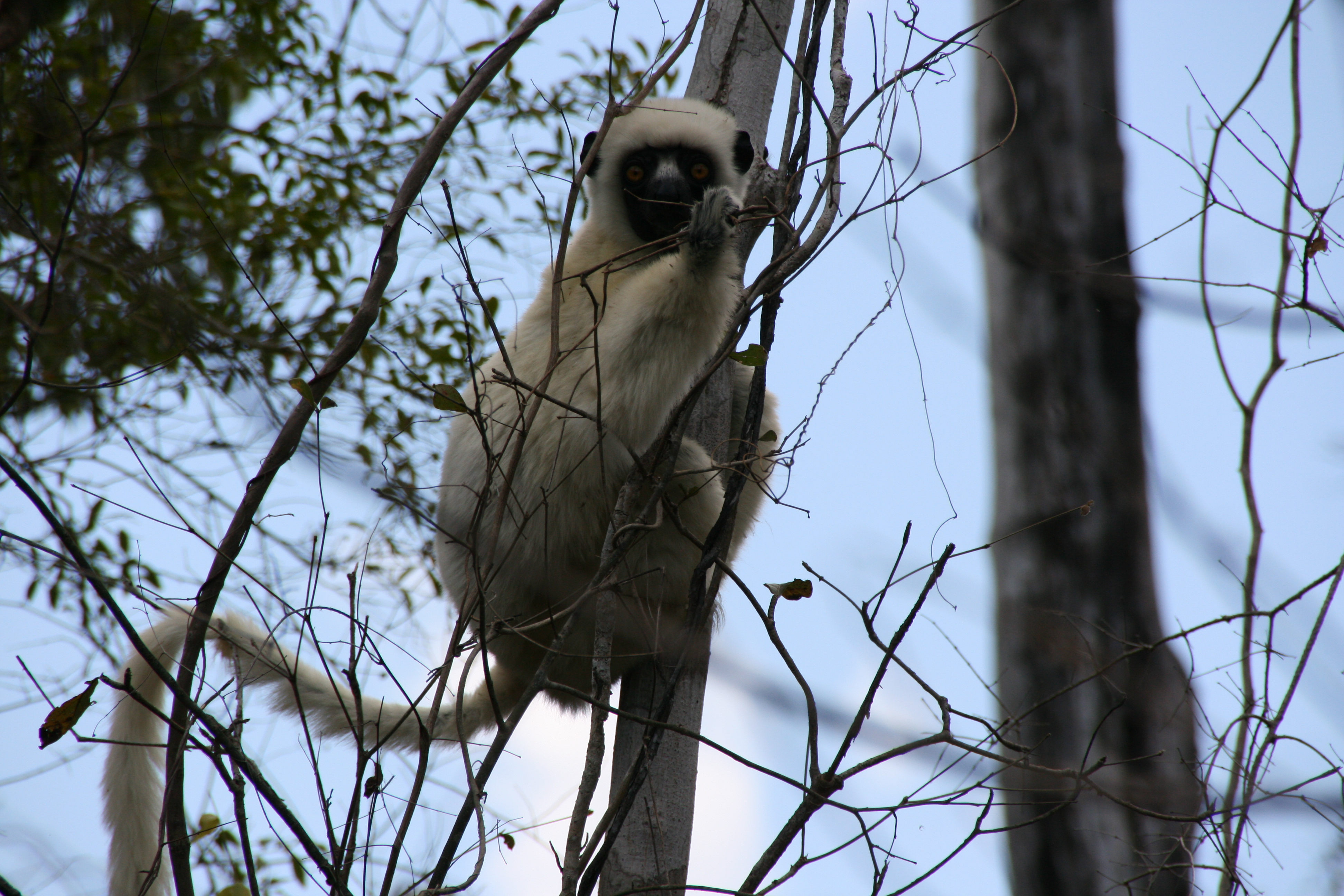
Propithecus deckenii
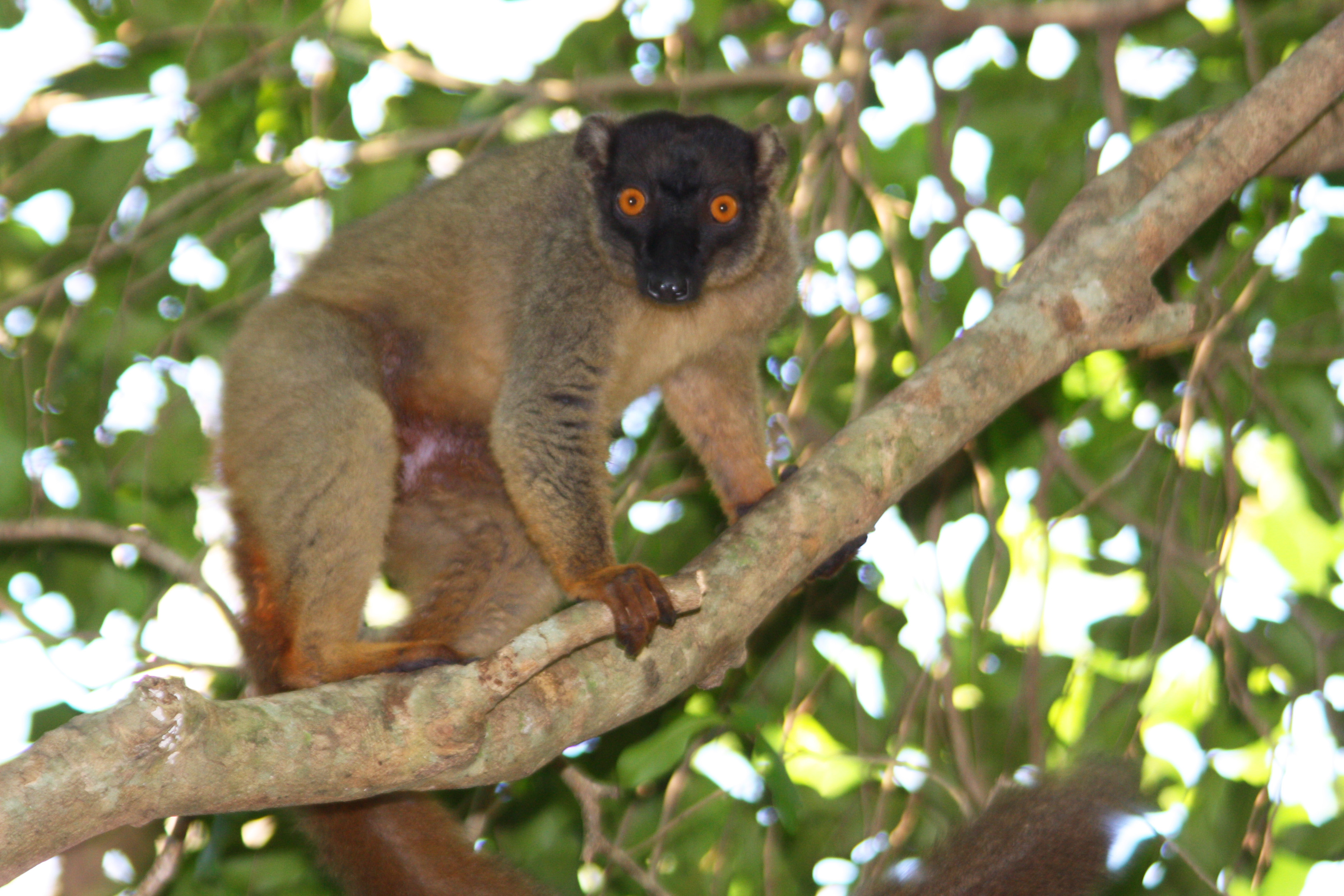
Eulemur fulvus